# Нижня Шахтама
Нижня Шахтама́ (рос. Нижняя Шахтама) — село у складі Шелопугінського району Забайкальського краю, Росія. Адміністративний центр Нижньо-Шахтаминського сільського поселення.

## Населення
Населення — 264 особи (2010; 279 у 2002).
Національний склад (станом на 2002 рік):
- росіяни — 100 %